# Peștera Polovragi

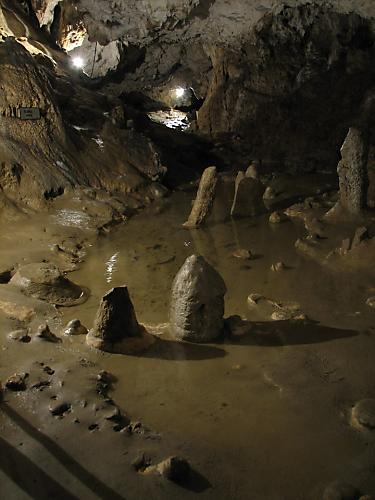
Peștera Polovragi

Peștera Polovragi se găsește în Munții Căpățânii, pe malul Oltețului, la o altitudine de 670 m și la 20 m înălțime față de talvegul râului, pe teritoriul comunei Polovragi între localitățile Horezu și Baia de Fier, județul Gorj, Oltenia, România.

## Amplasare
Pornind de la Mănăstirea Polovragi, cea care străjuiește ca o barieră capătul străzii principale aferentă comunei, îndrăznim să urcăm în chei, inițial de-a lungul Pădurii Polovragi, arie naturală protejată pentru castanul comestibil și vegetația de tip mediteranean. Ieșind din dreptul pădurii, malul abrupt din dreapta – Muntele Căpățânii și străjerul din stânga – Muntele Parâng, vestesc intrarea în Cheile Oltețului. Drumul forestier, de utilitate publică, urcă lin, paralel cu râul Olteț, care, din abisul albiei sale, desparte cei doi munți frați, săpând încă veritabile chei, cu pereți verticali, pe lungimea totală de 3 kilometri.
După 200–300 metri de urcuș prin Cheile Oltețului, în dreapta, se deschide o poartă de dimensiuni impresionante, a cărei amenajare ne îndeamnă să intrăm. Recunoaștem numele: același Polovragi… Aflăm că, în conștiința localnicilor, se păstrează vie o credință conform căreia, liderul spiritual al geto-dacilor, Zalmoxe, ar fi locuit în Peștera Polovragi. Tot aici, vracii prelucrau o plantă rară, numită povragă, polvragă, sau polovragă, întrebuințată în popor ca remediu împotriva bolilor. Este posibil ca denumirea localității și implicit a peșterii și mănăstirii, să fie de origine dacică, cuprinzând în sine o criptogramă nedescifrată încă, despre vreo concepție a strămoșilor noștri referitoare la credința lor religioasă sau la practicile medicale atât de răspândite în viața lor. Această legendă este consemnată și de Alexandru Vlahuță în „România Pitorească”, 1901, prin descrierea zeului protector Zamolxe care îndemna poporul dac la luptă, pentru apărarea gliei strămoșești împotriva cotropitorilor, iar „stropii ce se preling și picură și azi din steiurile acestea sunt lacrimile lui”, care deplâng soarta poporului dac cucerit de romani. 
Într-adevăr, este o peșteră caldă și umedă (temperatură constantă – 9 grade și umiditate medie – 90%), care „plânge” cu picături din infiltrații, apă bogată fie în carbonat de calciu, fie în bioxid de siliciu, oxid de fier, etc., funcție de straturile pe care le străbate, le „spală” și le readuce, cu îndelungă răbdare, în propria-i excavație. În funcție de impuritățile pe care le transportă apa în galeria principală, aceasta își schimbă culoarea din aval către amonte, pe porțiuni care au căpătat, în timp, denumiri precum: Bolta însângerată, Camera Albă, Sala Divină.
Cei 800 de metri de galerie vizitabilă (din cei peste 10 kilometri cartați de speologi din amonte către aval) reprezintă marea vărsare, iar poarta turistică este avalul, ceea ce explică dimensiunile impresionante de la intrare și, totodată, necesitatea opririi vizitării începând cu porțiunea inaccesibilă publicului larg. Primul sector al galeriei (aproximativ 400 m de la intrare) prezintă o încărcătură emoțională de excepție deoarece, fiind cea mai accesibilă porțiune, a fost de-a lungul timpului un refugiu al localnicilor: daci, vraci, călugări, fiecare având marcat cel puțin câte un simbol distinct. Astfel, Scaunului lui Zalmoxe îi corespunde la suprafață, după cca. 350 metri copertă de roci, fosta cetate dacică „Cetățuia”, cuptoarelor de ardere a plantei polvraga le corespunde rădăcina uriașă a plantei dispărute dar împietrită în tavanul peșterii drept mărturie, iar locul ascezei călugărilor ( 1505-1968) este marcat de o pictură realizată de către  un călugăr, în tehnica negru de fum, reprezentând simbolul morții. Cronologia istorică se încheie cu Izvorul Speranțelor, un gur care nu seacă niciodată, din spatele căruia ne „privește” Maica Domnului cu Pruncul în brațe, poate cea de la mănăstirea vecină, cu hramul „Adormirea Maicii Domnului”.
Începând cu sectorul al doilea, Sectorul Ogivelor, poziționat între Culoarul Stâlpilor și Culoarul Sufocant, peștera devine tot mai interesantă din punct de vedere geomorfologic: dantelării de țurțuri stalactitici, coloane intermediare, domuri, pâlcuri de stalagmite, bazine adânci, scurgeri parietale argiloase, ocru de peșteră, etc., unele dintre forme căpătând chiar denumiri grație spectaculozității lor.

## Administrație
Peștera Polovragi apartine de Primaria Polovragi (din martie 2019) și este deschisă pentru vizite in fiecare zi de la ora 08:00.

## Liliecii din peșteră
Peștera găzduiește o colonie de hibernare de aproximativ 300 de lilieci de peșteră din Ordinul Microchiroptera, Genul Rhynophus, numit popular liliacul cu potcoavă, grație formei de potcoavă a pliului ce le înconjoară nasul.
Liliecii nu au nevoie de ochi pentru a vâna țânțarii cu care se hrănesc. Ei emit o mulțime de „ strigăte” imperceptibile de către urechea omului. Pentru orientare folosesc ultrasunetele produse de vibrațiile corzilor vocale. Prin structura lui, laringele seamănă cu un fluier. Aerul expirat de plămâni, eliminându-se cu mare viteză prin laringe, dă naștere unui șuierat cu o frecvență de 30.000 – 150.000 Hz, nepercepută de urechea omului. Presiunea aerului care trece prin laringele unui liliac este de două ori mai mare decât a unei locomotive cu aburi, ceea ce pentru un animal atât de mic, e o performanță remarcabilă. În laringele animalului iau naștere 5 – 200 vibrații sonore de înaltă frecvență care nu durează fiecare decât 2-5 miimi de secundă. Astfel, dintr-un obstacol situat la 17 metri, sunetele emise se întorc la liliac în cca. 0,1 secunde. Dacă durata semnalului sonor depășește 0,1 secunde, ecoul reflectat de obstacolele situate la mai puțin de 17 m distanță este receptat de urechea liliacului simultan cu sunetul ce i-a dat naștere. Așadar, după intervalul de timp care separă sfârșitul semnalului emis de primele sunete, de ecou, liliacul apreciază distanța care îl desparte de obiectul care a reflectat ultrasunetul.
Toți liliecii din Ordinul Microchiroptera (liliecii mici) sunt înzestrați cu radare ultrasonice de diverse modele, ce pot fi încadrate în trei categorii: murmurătoare, scandante și stridulante. Liliecii care scandează sunt rinololofii sau liliecii potcoavă, frecvenți în Caucaz și Asia Centrală, dar și în peștera noastră. Această potcoavă constituie un difuzor care adună ultrasunetele într-un fascicul direcționat. Liliecii stau aninați de tavanul peșterii, cu capul în jos și rotindu-se circular, explorează împrejurimile cu ajutorul fasciculului sonor. Acest detector viu rămâne suspendat cu cele zece gheruțe aferente celor două piciorușe, până când o insectă intră în câmpul sonarului său. Atunci liliacul sare pentru a-și prinde prada. Este capabil de a vâna 10-15 insecte pe minut.
Dacă în perioada de maternitate liliecii își pot apăra, cu o discreție demnă de invidiat, dreptul la viață, furișându-se în culoare inaccesibile privirii omului, pentru a-și alăpta în tihnă puii, în perioada de hibernare sunt mult mai vulnerabili deoarece, pentru gruparea coloniei într-un ciorchine uriaș, au nevoie de tavanul larg al galeriei vizitabile. Nu credeți că am fi cel puțin insensibili dacă nu le-am respecta perioada de hibernare?
Performanțele liliacului potcoavă, în plin sezon de vânătoare, pot fi admirate în perioada iulie-septembrie la Peștera Polovragi, ușor de descoperit urcând 600-700 m de la Mănăstirea Polovragi.